# Репьева
Репьева — деревня в Абатском районе Тюменской области России. Входит в состав Тушнолобовского сельского поселения.

## История
В «Списке населенных мест Российской империи» 1871 года издания (по сведениям 1868—1869 годов) населённый пункт упомянут как казённая деревня Ишимского округа Тобольской губернии, при речке Вавилон, расположенная в 41 версте от окружного центра города Ишим. В деревне насчитывалось 28 дворов и проживало 378 человек (71 мужчина и 82 женщины).
В 1926 году в деревне имелось 49 хозяйств и проживало 297 человек (137 мужчин и 160 женщин). В административном отношении Репьева входила в состав Тушнолобовского сельсовета Абатского района Ишимского округа Уральской области.

## География
Деревня находится в юго-восточной части Тюменской области, в лесостепной зоне, в пределах Ишимской равнины, на левом берегу реки Вавилон, на расстоянии примерно 20 километров (по прямой) к юго-западу от села Абатское, административного центра района. Абсолютная высота — 75 метров над уровнем моря. К северу от деревни проходит федеральная автодорога Р402.

### Часовой пояс
Репьева, как и вся Тюменская область, находится в часовой зоне МСК+2. Смещение применяемого времени относительно UTC составляет +5:00.

## Население
| 1989 | 2002 | 2010 |
| ---- | ---- | ---- |
| 196  | ↘185 | ↘157 |

Гендерный состав
По данным Всероссийской переписи населения 2010 года в гендерной структуре населения мужчины составляли 47,8 %, женщины — соответственно 52,2 %.
Национальный состав
Согласно результатам переписи 2002 года, в национальной структуре населения русские составляли 93 % из 185 чел.

## Улицы
Уличная сеть деревни состоит из трёх улиц и одного переулка.